# ЛДУ (Лоха)
Вижте пояснителната страница за други значения на Лига Депортива Университария.
Лига Депортива Университария (на испански: Liga Deportiva Universitaria) е еквадорски футболен отбор от Лоха, столицата на едноименната провинция. ЛДУ се състезава в Серия Б, второто ниво на футбола в Еквадор.
Отборът е създаден на 26 ноември 1989 от група студенти и е двукратен вицешампион на втора дивизия (2002, 2005-А).